# 화순 한산사지 삼층석탑
화순 한산사지 삼층석탑(和順 寒山寺址 三層石塔)은 대한민국 전라남도 화순군 동복면 신율리에 있는 삼층석탑이다. 1984년 2월 29일 전라남도의 문화재자료 제63호로 지정되었다.

## 개요
탑동 마을 어귀에 있는 밭 가운데에 자리하고 있는 탑으로, 뒤로는 종산(鍾山)이 펼쳐져 배경을 이룬다. 원래 이곳은 옛부터 한산사라는 절이 있었다 하나, 지금은 없어지고 이 탑만 남아있다.
탑은 전체의 무게를 지탱하는 기단(基壇)을 2층으로 두고, 3층의 탑신(塔身)을 올려놓은 모습인데, 일부가 떨어져 나가 시멘트로 발라놓는 등 보존상태가 좋지 않다. 기단은 네 모서리마다 별도의 돌을 다듬어 기둥처럼 세워 이 탑의 가장 큰 특징이 되고 있다. 탑신부는 2매의 돌로 이루어진 1층 몸돌을 제외하고는 각 층의 몸돌과 지붕돌이 각각 하나의 돌로 되어 있다. 각 몸돌은 모서리마다 기둥 모양을 본떠 새겼다. 급한 경사가 흐르는 지붕돌은 밑면에 3단씩의 받침을 두었고, 처마는 거의 수평을 이루는데, 네 귀퉁이가 가볍게 위로 들려 경쾌함을 주고 있다. 꼭대기에는 놓여있는 자연석은 원래의 것이 아니고 후대에 비슷한 형태의 것을 조각하여 올려놓은 것이다.
비교적 크고 거대한 풍채를 보여주나, 2층 이상에서부터 몸돌과 지붕돌의 크기가 급격히 줄어들어 안정감이 떨어진다. 일부 양식들이 형식적으로 흐르고 있어, 시대가 내려가는 고려시대 후기의 작품으로 추측된다.

## 참고 문헌
- 한산사지삼층석탑 - 국가유산청 국가유산포털